# وضرة (حجة)

تعديل مصدري - تعديل

وضرة هي مدينة ومركز مديرية وضرة بمحافظة حجة اليمنية، بلغ تعداد سكانها 7377 نسمة حسب الإحصاء الذي أجري عام 2004.